# Liski (gmina Horodło)
Liski, stosowana też nazwa Liski Horodelskie – wieś w Polsce położona w województwie lubelskim, w powiecie hrubieszowskim, w gminie Horodło.
W latach 1975–1998 miejscowość należała administracyjnie do województwa zamojskiego. 
Wieś stanowi sołectwo gminy Horodło. W 2006 r. wieś zamieszkiwało 196 osób. Według Narodowego Spisu Powszechnego (III 2011 r.) liczyła 173 mieszkańców i była dwunastą co do wielkości miejscowością gminy Horodło.
We wsi Liski Horodelskie znajduje się kaplica pod wezwaniem Św. Floriana. Wierni Kościoła rzymskokatolickiego należą do parafii Świętego Jacka i Matki Bożej Różańcowej w Horodle. 
Liski Horodelskie to bardzo stara miejscowość, należąca niegdyś do „Infuły Zamojskiej”. Wieś ta, otoczona lasami, nigdy nie miała cerkwi ani żadnej innej świątyni. Większość mieszkańców stanowili Polacy obrządku rzymskiego, kilka rodzin należało do obrządku unickiego. 
Wioska to swoista enklawa polskości, ponieważ na terenie całej obecnej parafii św. Jacka w Horodle nigdzie nie było takiego zwartego skupiska polskiego. Miejscowość ta miała własne obyczaje, swoją kulturę a nawet strój, który odróżniał ludzi z Lisek od sąsiadów. Mieszkańcy utrzymywali się z rolnictwa i z Wioska w lesie. Mimo tego bieda często zaglądała do ich domów. Po 1875 r. Rosjanie wszystkich związanych z obrządkiem unickim siłą przypisali do Cerkwi prawosławnej. To samo spotkało unickie lub mieszane rodziny w Liskach, które nie godziły się na zmianę wiary. Nie mogąc jawnie korzystać z posługi duszpasterskiej w kościołach rzymskich, musieli wyjeżdżać za granicę, czyli do zaboru austriackiego, aby tam brać śluby lub chrzcić dzieci. W 1905 r. ukaz carski zezwala na powrót katolików unickich do swojej wiary, ale tylko do obrządku rzymskiego. Wszyscy wpisali się do parafialnej księgi Liber Conversorum, w ten sposób oficjalnie i urzędowo zamanifestowali swoją przynależność do Kościoła katolickiego. W 1905 r. Liski liczyły około 310 osób, w tym 81 osób potwierdziło urzędowo swoją przynależność do wiary ojców. Stało się to powodem do wielkiej radości, ludzie byli wdzięczni Bogu za to, że mogą się modlić w języku polskim i bez ograniczeń spełniać praktyki religijne. Radość tę zakłócały tylko liczne pożary, nie wiadomo z jakiej przyczyny.  Na fali tej radości, jako podziękowanie Bogu za swobodę w wyznawaniu wiary postanowiono wybudować w środku wioski dość okazałą kaplicę. Częste pożary skłoniły do wybrania jako patrona wioski św. Floriana. Zaczęto zbierać pieniądze na budowę. Bogatsi gospodarze dawali po jednym rublu, biedniejsi po 50 kopiejek. Inspiratorami budowy i głównymi projektantami byli Antoni Domański i Kańkowski (nauczyciel). Kaplicę z czerwonej cegły hrubieszowskiej szybko zbudowali miejscowi fachowcy. Nie wzięto pod uwagę faktu, że rządzili jeszcze Rosjanie, że nie wolno było stawiać nawet krzyży przydrożnych a każda budowa o charakterze sakralnym musiała mieć pozwolenie rosyjskiej administracji, która robiła wszystko, aby taki obiekt nie powstał. Za ten czyn mieszkańcy Lisek długo byli represjonowani, płacili grzywny, byli więzieni, ale nie dali się poróżvnić i złamać, wszyscy zgodnie twierdzili, że kaplicę budowali razem. Nawet mieszkający tu Żydzi i nieliczni prawosławni solidaryzowali się z katolikami i płacili grzywny. Kaplica pozostała, w kilka lat później horodelski proboszcz przyjeżdżał raz w miesiącu aby tam odprawiać Mszę św. Zakupiono wszystko, co potrzebne do sprawowania liturgii. W 1982 r. śp. ks. kan. Józef Figiel zainicjował rozbudowę kaplicy. Stara część stała się przedsionkiem, w nowej umieszczono ołtarz, pięknie przyozdobiono i do dziś służy wiernym jako kościół filialny parafii Horodło. Przez długie lata opiekował się świątynią bardzo ofiarnie kościelny śp. Piotr Mazurek. Mieszkańcy Lisek bardzo kochają swój kościół, dbają o jego wygląd, kupują potrzebne szaty liturgiczne, prowadzą chór i remonty, a w 2003 r. zbudowali dzwonnicę i zakupili dzwon. 